# John Glenn Beall, Jr.
John Glenn Beall, Jr. (Cumberland, 1927. június 19. – Cumberland, 2006. március 24. vagy 2006. január 3.) az Amerikai Egyesült Államok szenátora (Maryland, 1971–1977).